# لیدز (جامعه)، ویسکانسین
لیدز (به انگلیسی: Leeds) یک منطقهٔ مسکونی در ایالات متحده آمریکا است که در شهرستان کلمبیا، ویسکانسین واقع شده‌است. لیدز ۳۲۱٫۸۷ متر بالاتر از سطح دریا واقع شده‌است.